# Цебловиці-Дужі
Цебловиці-Дужі (пол. Ciebłowice Duże) — село в Польщі, у гміні Томашув-Мазовецький Томашовського повіту Лодзинського воєводства.
Населення — 651 особа (2011).
У 1975-1998 роках село належало до Пйотрковського воєводства.

## Демографія
Демографічна структура станом на 31 березня 2011 року:
|          | Загалом | Допрацездатний вік | Працездатний вік | Постпрацездатний вік |
| -------- | ------- | ------------------ | ---------------- | -------------------- |
| Чоловіки | 327     | 73                 | 221              | 33                   |
| Жінки    | 324     | 66                 | 182              | 76                   |
| Разом    | 651     | 139                | 403              | 109                  |